# Gherla

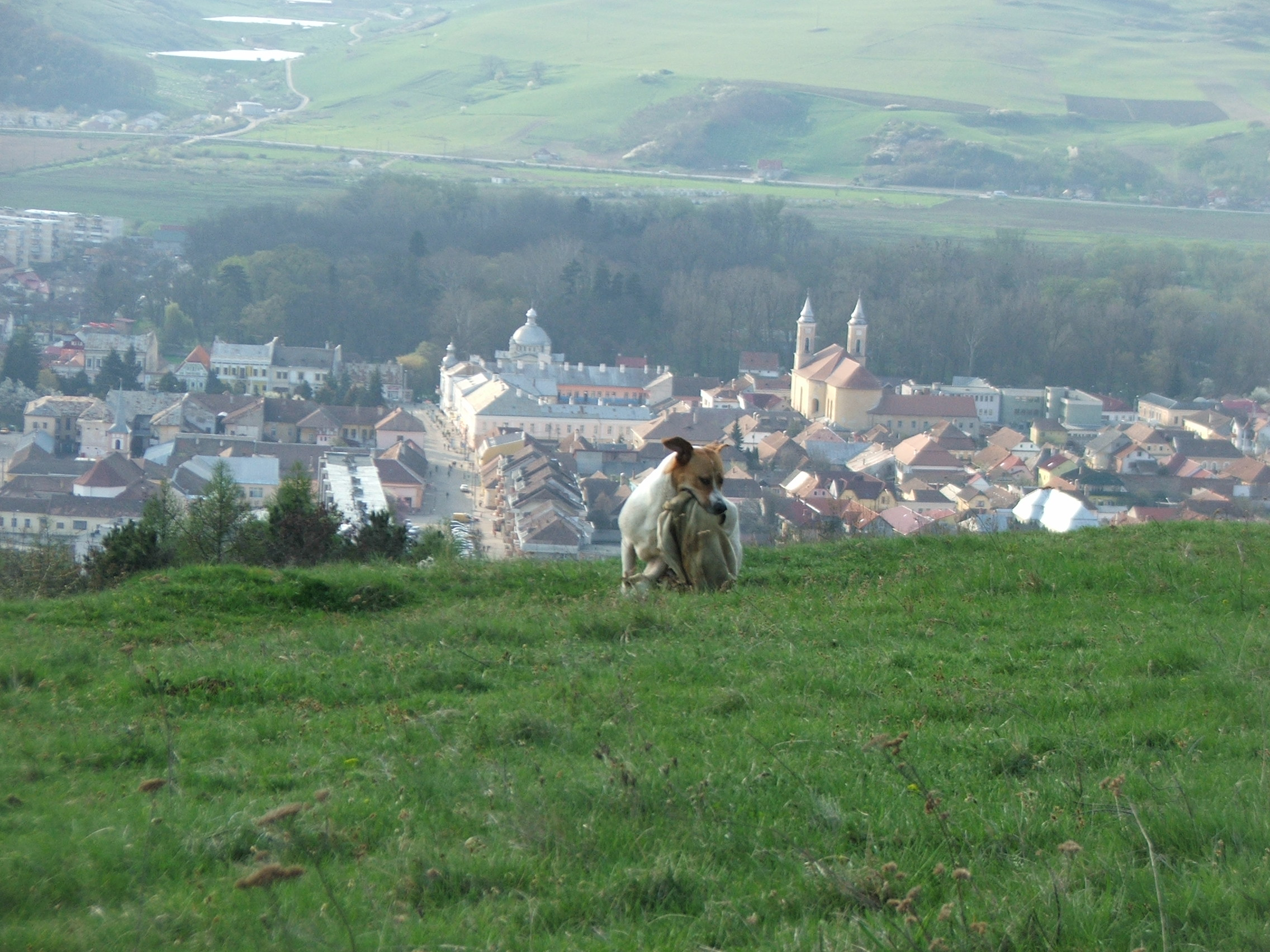
Gherla vista desde arriba.

Gherla (en húngaro: Szamosújvár, en alemán: Neuschloss, en armenio: Հայաքաղաք - Hayakaghak) es un municipio de la provincia de Cluj, Transilvania, Rumania. Tiene una población de  24.083 habitantes (2002).

## Datos geográficos
El municipio de Gherla está situado en el noroeste de la meseta de Transilvania, en la intersección de la  campiña de Transilvania con la meseta Someşana, en la orilla derecha del río Someşul Mic. La mayor parte de la ciudad se extiende por la segunda terraza del río Someşul Mic, hasta los pies de la colina de Corobăi (también llamada la colina de Beclean). Por la parte norte, Gherla es vecina de los pueblos Mintiu Gherlii, Petreşti y Buneşti, en la parte sur con Hăşdate, Silivaş y Livada, y en la este con Fizeşu Gherlii, Bonţ y Nicula.
Su clima es templado, típico de colina, con vientos orientales por el valle del Someş Mic. Su principal río es Someşul Mic, que nace en los montes de Bihor.
- Datos: Q496557
- Multimedia: Gherla / Q496557

1. ↑  Worldpostalcodes.org,código postal n.º 405300.